# Liste des méga-dolines
Cette liste des méga-dolines répertorie les grandes dolines d'effondrement ou « méga-dolines ». Elle est complémentaire de la liste des grands volumes souterrains qui se concentre sur les espaces qui ne sont pas à ciel ouvert. Les méga-dolines, qui constituent l'entrée voire la totalité de certaines cavités, présentent par définition une forme très ouverte vers l'extérieur.
Parmi les plus grandes « méga-dolines » répertoriées dans le monde, on trouve une majorité de phénomènes appelés « tiankeng » (littéralement « trou de ciel » en chinois) par les géologues. Il s'agit de très grandes dépressions d'effondrement karstiques, dont la profondeur excède les 100 mètres, qui possèdent des parois verticales avec des conduits souterrains connectés dans lesquels coule au moins une rivière. Il existe près d'une centaine de phénomènes gigantesques de ce type répertoriés dans le monde, qui se trouvent pour la plupart en Chine, ce qui explique le choix de ce terme.
Dans d'autres régions du monde, les méga-dolines prennent des noms différents, notamment sima grande ou sótano dans les pays hispanophones, big hole ou big sinkhole dans les pays anglophones.
Les dolines agrandies par les glaciations, appelées konta en Slovénie, ne sont pas prises en compte dans cette liste, parce que leur morphologie présente des parois en pente douce et parce qu'elles n'atteignent plus les galeries connectées au réseau hydrologique actif, du fait des sédiments glaciaires.
De manière générale, les dolines qui présentent une faible profondeur dans l'absolu (inférieure à 15 mètres) ou par rapport à leurs autres dimensions, ne sont pas prises en compte car assimilées à un relief superficiel.
Ces listes spéléométriques sont actualisées à mi 2018.

## Répartition des méga-dolines par classe de volume
Mi 2018, 84 méga-dolines de plus de 1 million de mètres cubes estimés étaient répertoriées dans le monde.
| Réf      | I.....: Supérieur à 50Mm3+ | II....: 30Mm3+ à 50Mm3= | III...: 15Mm3+ à 30Mm3= | IV....: 10Mm3+ à 15Mm3= | V.....: 7Mm3+ à 10Mm3= | VI....: 5Mm3+ à 7Mm3= | VII...: 4Mm3 à 5Mm3= | Totaux ou = 4Mm3 | VIII...: 1Mm3 à 4Mm3- | Classes volume / Totaux | Totaux ou = 1Mm3 | Réf |
| T01      | 8                          | 5                       | 11 | 12 | 9 | 5 | 8 | 58 | 26 | Totaux classe | 84 | T01 |
| T02      | 8                          | 13                      | 24 | 36 | 45 | 50 | 58 | - | 84 | Cumuls | - | T02 |
| -------- | -------------------------- | ----------------------- | --- | --- | --- | --- | --- | --- | --- | --- | --- | --- |
| Remarque | Remarque                   | Remarque                | Le nombre de méga-dolines en classe VIII ne tient pas compte de deux méga-dolines situées en Papouasie-Nouvelle-Guinée (Atea doline) et au Venezuela (Sima Martel), dont les volumes sont en cours d'estimation (cf. tableau 2-2 infra). | Le nombre de méga-dolines en classe VIII ne tient pas compte de deux méga-dolines situées en Papouasie-Nouvelle-Guinée (Atea doline) et au Venezuela (Sima Martel), dont les volumes sont en cours d'estimation (cf. tableau 2-2 infra). | Le nombre de méga-dolines en classe VIII ne tient pas compte de deux méga-dolines situées en Papouasie-Nouvelle-Guinée (Atea doline) et au Venezuela (Sima Martel), dont les volumes sont en cours d'estimation (cf. tableau 2-2 infra). | Le nombre de méga-dolines en classe VIII ne tient pas compte de deux méga-dolines situées en Papouasie-Nouvelle-Guinée (Atea doline) et au Venezuela (Sima Martel), dont les volumes sont en cours d'estimation (cf. tableau 2-2 infra). | Le nombre de méga-dolines en classe VIII ne tient pas compte de deux méga-dolines situées en Papouasie-Nouvelle-Guinée (Atea doline) et au Venezuela (Sima Martel), dont les volumes sont en cours d'estimation (cf. tableau 2-2 infra). | Le nombre de méga-dolines en classe VIII ne tient pas compte de deux méga-dolines situées en Papouasie-Nouvelle-Guinée (Atea doline) et au Venezuela (Sima Martel), dont les volumes sont en cours d'estimation (cf. tableau 2-2 infra). | Le nombre de méga-dolines en classe VIII ne tient pas compte de deux méga-dolines situées en Papouasie-Nouvelle-Guinée (Atea doline) et au Venezuela (Sima Martel), dont les volumes sont en cours d'estimation (cf. tableau 2-2 infra). | Le nombre de méga-dolines en classe VIII ne tient pas compte de deux méga-dolines situées en Papouasie-Nouvelle-Guinée (Atea doline) et au Venezuela (Sima Martel), dont les volumes sont en cours d'estimation (cf. tableau 2-2 infra). | Le nombre de méga-dolines en classe VIII ne tient pas compte de deux méga-dolines situées en Papouasie-Nouvelle-Guinée (Atea doline) et au Venezuela (Sima Martel), dont les volumes sont en cours d'estimation (cf. tableau 2-2 infra). | Le nombre de méga-dolines en classe VIII ne tient pas compte de deux méga-dolines situées en Papouasie-Nouvelle-Guinée (Atea doline) et au Venezuela (Sima Martel), dont les volumes sont en cours d'estimation (cf. tableau 2-2 infra). |

## Répartition des méga-dolines dans le monde
Légende et aide à la lecture des tableaux 1 (ci-dessus) et 1bis (ci-dessous)
- Les chiffres romains (« I » à « VIII ») en début des titres de colonnes 2 à 8 et 10, indiquent les classes (c'est-à-dire les intervalles) de valeurs décomptés dans chaque colonne de données.
- Les volumes sont indiqués en « millions de mètres cubes » (noté par simplification : Mm3).
- Le signe « + » accolé au symbole de l'unité, signifie que la classe commence au-dessus de la valeur indiquée ; valeur qui n'est donc pas comprise dans l'intervalle.
- Le signe « - » accolé au symbole de l'unité, signifie que la classe se termine au-dessous de la valeur indiquée ; valeur qui n'est donc pas comprise dans l'intervalle.
- Le signe « = » ou l'absence de signe accolé à l'unité, signifie que la valeur indiquée est comprise dans l'intervalle de la classe.
- Les nombres entre parenthèses, à la fin des titres des colonnes 2 à 8 et 10 rappellent le nombre de cavités recensées dans chaque classe, c'est-à-dire indiquées dans chaque colonne.
- Les pays sont indiqués dans la première colonne par leur code ISO 3166-1 pour permettre la visualisation par l'outil IntensityMapTemplate:Visualizer/IntensityMap. Les codes en minuscules permettent de repérer les pays pour lesquels toutes les classes sont à zéro.
- Les noms complets des pays, avec leur drapeau et un lien vers leur monographie, sont indiqués en colonne 11, sur fond coloré indiquant leur continent ou subcontinent d'appartenance[T 1].

| |                                       |                                          |                                         |                                                  |                                                 |
| \| Répartition par continents ou subcontinents --- 21 pays cités dont 14 pays possédant 84 méga-dolines répertoriées de plus de 1 million de mètres cubes --- \| \| \| \| \| \| \| Afrique -- 1 pays -- - 2 méga-dolines - \| Asie -- 5 pays -- - 46 méga-dolines - \| Océanie -- 1 pays -- - 12 méga-dolines - \| Europe -- 9 pays -- - 13 méga-dolines - \| Amérique du Nord -- 3 pays -- - 7 méga-dolines - \| Amérique du Sud -- 2 pays -- - 4 méga-dolines - \| |                                       |                                          |                                         |                                                  |                                                 |
| Répartition par continents ou subcontinents --- 21 pays cités dont 14 pays possédant 84 méga-dolines répertoriées de plus de 1 million de mètres cubes --- |                                       |                                          |                                         |                                                  |                                                 |
| Afrique -- 1 pays -- - 2 méga-dolines - | Asie -- 5 pays -- - 46 méga-dolines - | Océanie -- 1 pays -- - 12 méga-dolines - | Europe -- 9 pays -- - 13 méga-dolines - | Amérique du Nord -- 3 pays -- - 7 méga-dolines - | Amérique du Sud -- 2 pays -- - 4 méga-dolines - |

| ISO | I….: Supér. à 50Mm3 (8) | II…: 30Mm3+ à 50Mm3= (5) | III..: 15Mm3+ à 30Mm3= (11) | IV...: 10Mm3+ à 15Mm3= (12) | V....: 7Mm3+ à 10Mm3= (9) | VI…: 5Mm3+ à 7Mm3= (5) | VII..: 4Mm3= à 5Mm3= (8) | Totaux > ou = 4Mm3 / pays | VIII…: 1Mm3+ à 4Mm3- (26) | Classes de volume / Pays (Total classe) | Totaux >ou= 1Mm3 / pays (84) | Tri |
| --- | ----------------------- | ------------------------ | --------------------------- | --------------------------- | ------------------------- | ---------------------- | ------------------------ | ------------------------- | ------------------------- | --------------------------------------- | ---------------------------- | --- |
| at  | 0                       | 0                        | 0                           | 0                           | 0                         | 0                      | 0                        | 0                         | 0                         | Autriche                                | 0                            | P01 |
| BS  | 0                       | 0                        | 0                           | 0                           | 0                         | 0                      | 0                        | 0                         | 2                         | Bahamas                                 | 2                            | P02 |
| BR  | 0                       | 0                        | 0                           | 0                           | 1                         | 0                      | 2                        | 3                         | 0                         | Brésil                                  | 3                            | P03 |
| CN  | 4                       | 5                        | 2                           | 8                           | 7                         | 5                      | 1                        | 32                        | 7                         | Chine                                   | 39                           | P04 |
| HR  | 0                       | 0                        | 2                           | 0                           | 0                         | 0                      | 0                        | 2                         | 0                         | Croatie                                 | 2                            | P05 |
| es  | 0                       | 0                        | 0                           | 0                           | 0                         | 0                      | 0                        | 0                         | 0                         | Espagne                                 | 0                            | P06 |
| fr  | 0                       | 0                        | 0                           | 0                           | 0                         | 0                      | 0                        | 0                         | 5                         | France                                  | 5                            | P07 |
| ge  | 0                       | 0                        | 0                           | 0                           | 0                         | 0                      | 0                        | 0                         | 0                         | Géorgie                                 | 0                            | P08 |
| gr  | 0                       | 0                        | 0                           | 0                           | 0                         | 0                      | 0                        | 0                         | 0                         | Grèce                                   | 0                            | P09 |
| ID  | 0                       | 0                        | 0                           | 0                           | 0                         | 0                      | 1                        | 1                         | 0                         | Indonésie                               | 1                            | P10 |
| ir  | 0                       | 0                        | 0                           | 0                           | 0                         | 0                      | 0                        | 0                         | 0                         | Iran                                    | 0                            | P11 |
| IT  | 0                       | 0                        | 0                           | 2                           | 0                         | 0                      | 0                        | 2                         | 0                         | Italie                                  | 2                            | P12 |
| MG  | 0                       | 0                        | 1                           | 0                           | 1                         | 0                      | 0                        | 2                         | 0                         | Madagascar                              | 2                            | P13 |
| MY  | 1                       | 0                        | 0                           | 0                           | 0                         | 0                      | 0                        | 1                         | 2                         | Malaisie                                | 3                            | P14 |
| MX  | 0                       | 0                        | 2                           | 0                           | 0                         | 0                      | 1                        | 3                         | 1                         | Mexique                                 | 4                            | P15 |
| OM  | 1                       | 0                        | 0                           | 0                           | 0                         | 0                      | 1                        | 2                         | 1                         | Oman                                    | 3                            | P16 |
| PG  | 2                       | 0                        | 3                           | 2                           | 0                         | 0                      | 2                        | 9                         | 3                         | Papouasie-Nouvelle-Guinée               | 12                           | P17 |
| PR  | 0                       | 0                        | 0                           | 0                           | 0                         | 0                      | 0                        | 0                         | 1                         | Porto Rico                              | 1                            | P18 |
| SI  | 0                       | 0                        | 0                           | 0                           | 0                         | 0                      | 0                        | 0                         | 4                         | Slovénie                                | 4                            | P19 |
| tr  | 0                       | 0                        | 0                           | 0                           | 0                         | 0                      | 0                        | 0                         | 0                         | Turquie                                 | 0                            | P20 |
| VE  | 0                       | 0                        | 1                           | 0                           | 0                         | 0                      | 0                        | 1                         | 0                         | Venezuela                               | 1                            | P21 |
| TB  | 8                       | 5                        | 11                          | 12                          | 9                         | 5                      | 8                        | 58                        | 26                        | Totaux bruts                            | 84                           | TB  |

## Liste des plus grandes méga-dolines dans le monde
Dans cette liste sont considérées les tiankeng, sótanos et autres méga-dolines d'effondrement à ciel ouvert, de volume estimé supérieur ou égal à 1 million de mètres cubes (1Mm3), constituant les entrées de gouffres, que ces derniers se poursuivent ou non au-delà.
De telles dolines gigantesques se rencontrent notamment en zones tropicales (Chine, Papouasie-Nouvelle-Guinée, Mexique, Guatemala, Belize…), mais aussi plus rarement en Europe (Croatie, Slovénie…).
Certaines méga-dolines, telle que la Sima Martel au Venezuela, n'ont pas encore donné lieu à publication de leur volume estimé.
La liste des méga-dolines est présentée ci-dessous dans deux tableaux reprenant les classes I à VIII de répartition présentées dans la section précédente. La classe est rappelée dans la référence (première colonne à gauche) pour faciliter les rapprochements.

### Méga-dolines de volume estimé supérieur ou égal à 4 millions de mètres cubes
| Réf.   | Nom de la méga-doline (type local) | Cavité / Karst                            | Pays / État               | Région / Zone                | Volume (Mm3) | Dimensions (m) Lon.x lar.x hau. | Source / Référence                 | M. à jour |
| ------ | ---------------------------------- | ----------------------------------------- | ------------------------- | ---------------------------- | ------------ | ------------------------------- | ---------------------------------- | --------- |
| I-1    | Garden of Eden (entrance)          | Deer Cave                                 | Malaisie, Sarawak         | Gunung Mulu                  | +150, Mm3    | 1200 × 800 × 300                | Speleogenesis WKU News & Mulucaves | 2010      |
| I-2    | Xiaozhai (tiankeng)                | Karst de Xinlong                          | Chine                     | Chongqing, Fengjie           | +119,3 Mm3   | 625 × 535 × 662                 | Wondermondo & Speleogenesis        | 2006      |
| I-3    | Haolong (tiankeng)                 | Karst de Bama                             | Chine                     | Guangxi                      | +110, Mm3    | 625 × 535 × 662                 | Wondermondo & Speleogenesis        | 2006      |
| I-4    | Tahik (sinkhole)                   | Teik Cave                                 | Oman                      | Dhofar                       | +090, Mm3    | 1000 × 750 × 250                | Speleogenesis                      | 2006      |
| I-5    | Kukumbu (sinkhole)                 | Réseau Arrakis ?                          | Papouasie-Nouvelle-Guinée | Nouvelle-Bretagne            | +075, Mm3    | 1000 × 700 × 300                | Speleogenesis                      | 2006      |
| I-6    | Dashiwei (tiankeng)                | Groupe de Dashiwei                        | Chine                     | Guangxi, Leye                | +075, Mm3    | 600 × 420 × 613                 | Wondermondo & Speleogenesis        | 2006      |
| I-7    | Jiaole (tiankeng)                  | Karst de Bama                             | Chine                     | Guangxi                      | +067, Mm3    | 750 × 400 × 325                 | Wondermondo & Speleogenesis        | 2006      |
| I-8    | Lusé (sinjhole)                    | gouffre Ka2 ?                             | Papouasie-Nouvelle-Guinée | Nouvelle-Bretagne, Nakanaï   | +061, Mm3    | 800 × 600 × 250                 | Speleogenesis                      | 2006      |
| II-1   | Xiaoyanwan (tiankeng)              | Karst de Xingwen                          | Chine, Sichuan            | Guangxi                      | +036, Mm3    | 625 × 475 × 248                 | Wondermondo & Speleogenesis        | 2006      |
| II-2   | Zhongshiyuan (tiankeng)            | Karst de Wulong                           | Chine                     | Chongqing, Wulong, Sanqiao   | +034,8 Mm3   | 565 × 555 × 214                 | Wondermondo & Speleogenesis        | 2006      |
| II-3   | Datuo (tiankeng)                   | Groupe de Dashiwei                        | Chine                     | Guangxi, Leye                | +032,7 Mm3   | 530 × 380 × 290                 | Wondermondo & Speleogenesis        | 2006      |
| II-4   | Qinlong (tiankeng)                 | Karst de Wulong,                          | Chine                     | Chongqing, Wulong, Sanqiao   | +031,7 Mm3   | 520 × 200 × 276                 | Wondermondo & Speleogenesis        | 2006      |
| II-5   | Xiashiyuan (tiankeng)              | Karst de Wulong,                          | Chine                     | Chongqing, Wulong, Sanqiao   | +031,5 Mm3   | 990 × 545 × 373                 | Wondermondo & Speleogenesis        | 2006      |
| III-1  | Crveno Jezero                      | Red Lake                                  | Croatie                   | Split-Dalmatie               | +030, Mm3    | 450 × 400 × 528                 | Speleogenesis                      | 2006      |
| III-2  | Ora (sinkhole)                     | Ora                                       | Papouasie-Nouvelle-Guinée | Nouvelle-Bretagne, Nakanaï   | +029, Mm3    | 900 × 550 x ?                   | Speleogenesis                      | 2006      |
| III-3  | Dengjiatuo (tiankeng)              | Groupe de Dashiwei                        | Chine                     | Guangxi, Leye                | +026,2 Mm3   | 370 × 240 × 278                 | Wondermondo & Speleogenesis        | 2006      |
| III-4  | Minyé (sinkhole)                   | Réseau Minyé-Tévi Oro                     | Papouasie-Nouvelle-Guinée | Nouvelle-Bretagne, Nakanaï   | +026, Mm3    | 350 × 350 × 510                 | Speleogenesis                      | 2006      |
| III-5  | Dacaokou (tiankeng)                | Groupes de Dongdang, Shuitang and Yijiehe | Chine                     | Guizhou                      | +025, Mm3    | 370 × 240 × 278                 | Wondermondo & Speleogenesis        | 2006      |
| III-6  | Mangily                            | Mangily                                   | Madagascar                | ?                            | +025, Mm3    | 700 × 500 × 140                 | Speleogenesis                      | 2006      |
| III-7  | Wunung (sinkhole)                  | Wunung                                    | Papouasie-Nouvelle-Guinée | Nouvelle-Bretagne, Nakanaï   | +024, Mm3    | 500 × 400 × 160                 | Speleogenesis                      | 2006      |
| III-8  | Modro Jezero                       | Blue Lake                                 | Croatie                   | Split-Dalmatie               | +022, Mm3    | 520 × 280 × 290                 | Speleogenesis                      | 2006      |
| III-9  | Sima Humboldt (sumidero (es))      | Sima mayor de Sarisariñama                | Venezuela                 | Bolivar, Sarisariñama        | +021, Mm3    | 340 × 300 × 315                 | Speleogenesis                      | 2006      |
| III-10 | El Sótano (sótano)                 | El Sótano del Rancho del Barro            | Mexique Querétaro         | Sierra Gorda                 | +016, Mm3    | 440 × 210 × 455                 | Speleogenesis                      | 2006      |
| III-11 | Hoya de las Guaguas (sótano)       | Sótano de las Huahuas                     | Mexique San Luis Potosí   | Sierra Madre orientale       | +016, Mm3    | 224 × 184 × 478                 | Speleogenesis                      | 2006      |
| IV-1   | Pulicchio                          | Pulicchio                                 | Italie                    | ?                            | +015, Mm3    | 710 × 550 × 100                 | Speleogenesis                      | 2006      |
| IV-2   | Dayanwan (tiankeng)                | Karst de Wulong,                          | Chine                     | Chongqing, Wulong, Sanqiao   | +015, Mm3    | 680 × 280 × 110                 | Wondermondo & Speleogenesis        | 2006      |
| IV-3   | Korikobi 1 (sinkhole)              | Korikobi                                  | Papouasie-Nouvelle-Guinée | ?                            | +014,6 Mm3   | ? x ? x ?                       | Speleogenesis                      | 2006      |
| IV-4   | Dolina Pozzatina(it) (dolina)      | Pozzatina                                 | Italie                    | ?                            | +014, Mm3    | 675 × 440 × 130                 | Speleogenesis                      | 2006      |
| IV-5   | Chadong (tiankeng)                 | Groupe de Dashiwei                        | Chine                     | Guangxi, Leye                | +013,3 Mm3   | 400 × 350 × 165                 | Wondermondo & Speleogenesis        | 2006      |
| IV-6   | Shenmu (tiankeng)                  | Groupe de Dashiwei                        | Chine                     | Guangxi, Leye                | +013,2 Mm3   | 370 × 340 × 234                 | Wondermondo & Speleogenesis        | 2006      |
| IV-7   | Diaojing (tiankeng)                | Groupe de Dashiwei                        | Chine                     | Guangxi, Leye                | +012,6 Mm3   | 290 × 280 × 170                 | Wondermondo & Speleogenesis        | 2006      |
| IV-8   | Xiangdang (tiankeng)               | Groupe de Dashiwei                        | Chine                     | Guangxi, Leye                | +012,6 Mm3   | 310 × 230 × 146                 | Wondermondo & Speleogenesis        | 2006      |
| IV-9   | Kavakuna (sinkhole)                | Kavakuna                                  | Papouasie-Nouvelle-Guinée | Nouvelle-Bretagne, Nakanaï   | +012, Mm3    | 380 × 300 × 480                 | Speleogenesis                      | 2006      |
| IV-10  | Xiaokeng (tiankeng)                | Karst de Xinlong                          | Chine                     | Chongqing, Fengjie           | +012, Mm3    | 330 × 180 × 286                 | Wondermondo & Speleogenesis        | 2006      |
| IV-11  | Chuandong (tiankeng)               | Groupe de Dashiwei                        | Chine                     | Guangxi, Leye                | +011,7 Mm3   | 370 × 270 × 312                 | Wondermondo & Speleogenesis        | 2006      |
| IV-12  | Daluodang (tiankeng)               | Karst de Wulong,                          | Chine                     | Chongqing, Wulong, Houping   | +010,4 Mm3   | 240 × 220 × 372                 | Wondermondo & Speleogenesis        | 2006      |
| V-1    | Dachang (tiankeng)                 | Groupes de Dongdang, Shuitang et Yijiehe  | Chine                     | Guizhou                      | +010, Mm3    | 550 × 180 × 320                 | Wondermondo & Speleogenesis        | 2006      |
| V-2    | Peruaçu Norte                      | Janelão river cave                        | Brésil, Minas Gerais      | Januária, Itacarambi         | +010, Mm3    | 450 × 200 × 170                 | Speleogenesis                      | 2006      |
| V-3    | Taipingmiao (tiankeng)             | Karst de Wulong,                          | Chine                     | Chongqing, Wulong, Houping   | +009,9 Mm3   | 180 × 180 × 420                 | Wondermondo & Speleogenesis        | 2006      |
| V-4    | Shenying (tiankeng)                | Karst de Wulong,                          | Chine                     | Chongqing, Wulong, Sanqiao   | +009,7 Mm3   | 300 × 260 × 285                 | Wondermondo & Speleogenesis        | 2006      |
| V-5    | Qingkou (tiankeng)                 | Karst de Wulong,                          | Chine                     | Chongqing, Wulong, Houping   | +009,2 Mm3   | 250 × 220 × 295                 | Wondermondo & Speleogenesis        | 2006      |
| V-6    | Longgang (tiankeng)                | Karst de Wulong,                          | Chine                     | Chongqing, Yunyang, Qingshui | +009,2 Mm3   | 350 × 170 × 350                 | Wondermondo & Speleogenesis        | 2006      |
| V-7    | Laowuji (tiankeng)                 | Groupe de Dashiwei                        | Chine                     | Guangxi, Leye                | +008,3 Mm3   | 300 × 275 × 171                 | Wondermondo & Speleogenesis        | 2006      |
| V-8    | Styx 2                             | Styx 2                                    | Madagascar                | ?                            | +008, Mm3    | 400 × 300 × 140                 | Speleogenesis                      | 2006      |
| V-9    | Tongtian (tiankeng)                | Groupes de Dongdang, Shuitang et Yijiehe  | Chine                     | Guizhou                      | +007,2 Mm3   | 210 × 130 × 370                 | Wondermondo & Speleogenesis        | 2006      |
| VI-1   | Chongtianyan (tiankeng)            | Karst de Xinlong                          | Chine                     | Chongqing, Fengjie           | +007, Mm3    | 300 × 160 × 168                 | Wondermondo & Speleogenesis        | 2006      |
| VI-2   | Huangjing (tiankeng)               | Groupe de Dashiwei                        | Chine                     | Guangxi, Leye                | +006,3 Mm3   | 320 × 170 × 161                 | Wondermondo & Speleogenesis        | 2006      |
| VI-3   | Baidong (tiankeng)                 | Groupe de Dashiwei                        | Chine                     | Guangxi, Leye                | +005,8 Mm3   | 220 × 160 × 312                 | Wondermondo & Speleogenesis        | 2006      |
| VI-4   | Shiwangdong (tiankeng)             | Karst de Wulong,                          | Chine                     | Chongqing, Wulong, Houping   | +005,1 Mm3   | 170 × 150 × 252                 | Wondermondo & Speleogenesis        | 2006      |
| VI-5   | Niubizi (tiankeng)                 | Karst de Wulong,                          | Chine                     | Chongqing, Wulong, Houping   | +005,1 Mm3   | 380 × 100 × 195                 | Wondermondo & Speleogenesis        | 2006      |
| VII-1  | Sótano de las Golondrinas (sótano) | Sótano de las Golondrinas                 | Mexique San Luis Potosí   | Aquismón                     | +005, Mm3    | 300 × 130 × 400                 | Speleogenesis                      | 2006      |
| VII-2  | Peruaçu Sul                        | Janelão river cave                        | Brésil, Minas Gerais      | Januária, Itacarambi         | +005, Mm3    | 400 × 180 × 150                 | Speleogenesis                      | 2006      |
| VII-3  | Himbiraga (sinkhole)               | Himbiraga                                 | Papouasie-Nouvelle-Guinée | Nouvelle-Bretagne, Nakanaï   | +005, Mm3    | 400 × 200 × >100                | Speleogenesis                      | 2006      |
| VII-4  | Naré (sinkhole)                    | Naré                                      | Papouasie-Nouvelle-Guinée | Nouvelle-Bretagne, Nakanaï   | +004,7 Mm3   | 150 × 120 × 310                 | Speleogenesis                      | 2006      |
| VII-5  | Lago Azul                          | Lago Azul                                 | Brésil, Goiás             | ?                            | +004,3 Mm3   | 200 × 140 × 280                 | Speleogenesis                      | 2006      |
| VII-6  | Majlis al Jinn                     | Khoshilat Maqandeli Cave                  | Oman                      | Ash Sharqiah                 | +004, Mm3    | 340 × 228 × 178                 | Speleogenesis                      | 2006      |
| VII-7  | Yogoluk (sinkhole)                 | Yogoluk                                   | Indonésie                 | Nouvelle-Guinée occidentale  | +004, Mm3    | 180 × 180 × 240                 | Speleogenesis                      | 2006      |
| VII-8  | Bajiao (tiankeng)                  | Groupes de Dongdang, Shuitang et Yijiehe  | Chine                     | Guizhou                      | +004, Mm3    | 280 × 160 × 195                 | Wondermondo & Speleogenesis        | 2006      |

### Méga-dolines de volume estimé compris entre 1 et 4 millions de mètres cubes
| Réf.    | Nom de la méga-doline (type local) | Cavité / Karst                           | Pays / État               | Région / Zone              | Volume (Mm3) | Dimensions (m) Lon.x lar.x hau. | Source / Référence          | M. à jour |
| ------- | ---------------------------------- | ---------------------------------------- | ------------------------- | -------------------------- | ------------ | ------------------------------- | --------------------------- | --------- |
| VIII-1  | Velika Dolina (dolina)             | Škocjanske jame, Karst                   | Slovénie                  | Goriška, Brežice           | +003,5 Mm3   | 300 × 170 × 165                 | Speleogenesis               | 2006      |
| VIII-2  | Xiaocaokou (tiankeng)              | Groupes de Dongdang, Shuitang et Yijiehe | Chine                     | Guizhou                    | +003,3 Mm3   | 300 × 120 × 180                 | Wondermondo & Speleogenesis | 2006      |
| VIII-3  | Dalong (tiankeng)                  | Groupe de Dashiwei                       | Chine                     | Guangxi, Leye              | +003,3 Mm3   | 240 × 200 × 125                 | Wondermondo & Speleogenesis | 2006      |
| VIII-4  | Ladong (tiankeng)                  | Groupe de Dashiwei                       | Chine                     | Guangxi, Leye              | +002,8 Mm3   | 202 × 125 × 215                 | Wondermondo & Speleogenesis | 2006      |
| VIII-5  | Xiaoshui (tiankeng)                | Groupes de Dongdang, Shuitang et Yijiehe | Chine                     | Guizhou                    | +002,8 Mm3   | 180 × 130 × 230                 | Wondermondo & Speleogenesis | 2006      |
| VIII-6  | El Zacatón (cenote)                | Cenote Zacatón                           | Mexique, Tamaulipas       | ?                          | +002,8 Mm3   | 115 × 100 × 339                 | Speleogenesis               | 2006      |
| VIII-7  | Laška Kukava, (dolina)             | Karst                                    | Slovénie                  | Notranjska, Logatec        | +002,8 Mm3   | ? x ? x ?                       | Speleogenesis               | 2006      |
| VIII-8  | Shuijia (tiankeng)                 | Groupe de Dashiwei                       | Chine                     | Guangxi, Leye              | +002,6 Mm3   | 245 × 135 × 167                 | Wondermondo & Speleogenesis | 2006      |
| VIII-9  | Tres Pueblos (sumidero)            | Rio Camuy Caves(en)                      | Porto Rico                | Camuy & Hatillo & Lares    | +002,5 Mm3   | 190 × 180 × 120                 | Speleogenesis               | 2006      |
| VIII-10 | Bandong (tiankeng)                 | Groupes de Dongdang, Shuitang et Yijiehe | Chine                     | Guizhou                    | +002, Mm3    | 190 × 100 × 240                 | Wondermondo & Speleogenesis | 2006      |
| VIII-11 | Sendirian (sinkhole)               | Solo Cave                                | Malaisie, Sarawak         | Gunung Api                 | +002, Mm3    | 115 × 90 × 240                  | Speleogenesis               | 2006      |
| VIII-12 | Lisičina (dolina)                  | Škocjanske jame, Karst                   | Slovénie                  | Goriška, Brežice           | +002, Mm3    | 400 × 200 × 115                 | Speleogenesis               | 2006      |
| VIII-13 | Cros du Ménager (effondrement)     | Poches de gypse du Var                   | France                    | PACA, Var                  | +002, Mm3    | 750 × 500 × 21à29               | Spelunca                    | 2012      |
| VIII-14 | Clos de Reille (effondrement)      | Poches de gypse du Var                   | France                    | PACA, Var                  | +001,8 Mm3   | 500 × 200 × 41à61               | Spelunca                    | 2012      |
| VIII-15 | Poipun (sinkhole)                  | Poipun                                   | Papouasie-Nouvelle-Guinée | Nouvelle-Bretagne, Nakanaï | +001,7 Mm3   | 150 × 150 × 160                 | Speleogenesis               | 2006      |
| VIII-16 | Jiameng (tiankeng)                 | Groupe de Dashiwei                       | Chine                     | Guangxi, Leye              | +001,6 Mm3   | 90 × 80 × 271                   | Wondermondo & Speleogenesis | 2006      |
| VIII-17 | Bikbik Vuvu (sinkhole)             | Bikbik Vuvu                              | Papouasie-Nouvelle-Guinée | Nouvelle-Bretagne, Nakanaï | +001,5 Mm3   | 190 × 120 × 225                 | Speleogenesis               | 2006      |
| VIII-18 | Trou de Séville (effondrement)     | Poches de gypse du Var                   | France                    | PACA, Var                  | +001,5 Mm3   | 300 × 220 × 25à65               | Spelunca                    | 2012      |
| VIII-19 | Black hole of Andros (black hole)  | Black hole of Andros                     | Bahamas                   | Île Andros                 | +001,5 Mm3 ? | 310 × 247 × 0à47                | Wondermondo                 | 2010      |
| VIII-20 | Trou du Filleul (effondrement)     | Poches de gypse du Var                   | France                    | PACA, Var                  | +001,4 Mm3   | 300 × 300 × 21à47               | Spelunca                    | 2012      |
| VIII-21 | RMAF Hole (sinkhole)               | Gua Air Jernih (en:Clearwater Cave)      | Malaisie, Sarawak         | Gunung Api                 | +001,3 Mm3   | 150 × 120 × 110                 | Speleogenesis               | 2006      |
| VIII-22 | Colle Pelade (effondrement)        | Poches de gypse du Var                   | France                    | PACA, Var                  | +001,3 Mm3   | 480 × 280 × 17                  | Spelunca                    | 2012      |
| VIII-23 | Kéa 2 (sinkhole)                   | Kea 2                                    | Papouasie-Nouvelle-Guinée | Nouvelle-Bretagne, Nakanaï | +001,2 Mm3   | 130 × 110 × 125                 | Speleogenesis               | 2006      |
| VIII-24 | Deans Blue Hole (sinkhole)         | Dean's Blue Hole                         | Bahamas                   | Long Island                | +001,1 Mm3 ? | 100 × 100 × 203                 | Wondermondo                 | 2010      |
| VIII-25 | Tawi Atair (sinkhole)              | Tawi Atair Cave                          | Oman                      | Dhofar                     | +001, Mm3    | 140 × 100 × 211                 | Wondermondo & Speleogenesis | 2006      |
| VIII-26 | Mala Dolina (dolina)               | Škocjanske jame, Karst                   | Slovénie                  | Goriška, Brežice           | +001, Mm3    | 170 × 120 × 130                 | Speleogenesis               | 2006      |
| VIII-27 | Mare Colle (effondrement)          | Poches de gypse du Var                   | France                    | PACA, Var                  | +000,8 Mm3   | 425 × 350 × 30à35               | Spelunca                    | 2012      |
| VIII-28 | Trou de l'Infernet (effondrement)  | Poches de gypse du Var                   | France                    | PACA, Var                  | +000,8 Mm3   | 200 × 140 × 46à62               | Spelunca                    | 2012      |
| VIII-29 | Petit Laoucien (effondrement)      | Poches de gypse du Var                   | France                    | PACA, Var                  | +000,7 Mm3   | 275 × 225 × 30à37               | Spelunca                    | 2012      |
| VIII-30 | Grand Laoucien (effondrement)      | Poches de gypse du Var                   | France                    | PACA, Var                  | +000,6 Mm3   | 200 × 180 × 44à55               | Spelunca                    | 2012      |
| VIII-31 | Sima Martel (es) (sumidero (es))   | Sima menor de Sarisariñama               | Venezuela                 | Bolivar, Sarisariñama      | ? Mm3        | ? x ? × 248                     | Wondermondo                 | 2010      |
| VIII-32 | Atea doline (sinkhole)             | Atea                                     | Papouasie-Nouvelle-Guinée | Hautes-Terres méridionales | ? Mm3        | ? x ? × >300                    | Wondermondo                 | 2010      |

## Sources, notes et références

### Sources
- (en) « Largest sinkholes of the world », sur Wondermondo (consulté le 4 décembre 2016).
- (en) Chen Weihai, Zhu Xuewe, « Tiankengs in the karst of China » [PDF], ICS 2009, 15th International Congress of Speleology, Proceedings, volume 3, sur le site Speleogenesis, 19-26 juillet 2009 (ISBN 978-1-879961-35-7, consulté le 3 décembre 2016), p. 1440-1445
- (en) Zhu Xuewen and Chen Weihai, « Tiankengs in the karst of China » [PDF], Speleogenesis and Evolution of Karst Aquifers, sur le site Speleogenesis, 2006 (ISSN 1814-294X, consulté le 3 décembre 2016), p. 1-18
- (en) Waltham T., « Tiankengs of the world, outside China » [PDF], sur le site Speleogenesis, 2006 (consulté le 4 décembre 2016)